# Stictoptera subferrifera
Stictoptera subferrifera är en fjärilsart som beskrevs av Embrik Strand 1917. Stictoptera subferrifera ingår i släktet Stictoptera och familjen nattflyn. Inga underarter finns listade i Catalogue of Life.